# Татјана Манојловић
Татјана Солдатовић Манојловић познатија као Тања Манојловић (Ваљево, 6. март 1966) српска је новинарка, ТВ водитељка и извештач, политиколог и јавни активиста и потпредседник Демократске странке.

## Биографија
Тања Манојловић (рођена Солдатовић) је рођена у Ваљеву.
Политиколог је, специјалиста за ненасилне друштвене промене, специјализовала се на Факултету политичких наука, на тему – Стратегије за постизање родне равноправности у Србији.
Радила је као уредник разних емисија на ТВ Ваљево. У једном периоду свог професионалног ангажмана била је дописник РТС-а из Ваљева. Затим се преселила и Београд и уређивала је и водила емисију „Ово је Србија“.
Новинар, уредник у актуелном - документарном програму РТС-а, аутор великог броја документарних и путописних емисија, као и емисија из области истраживачког новинарства. Ауторка серијала "Зрно поштовања" о проблемима родне равноправности у Србији, који је финансирала ЕУ.
Од 2009. до 2013. године била је помоћник директора у Служби за информисање Градске управе града Београда и гл. и одн. уредник Беоинфа.
Од 2013. године припрема и уређује емисију „Живот и стандарди“ („Право на сутра“), једину специјализовану емисију о животу Срба на Косову и Метохији. Она је и један од аутора емисије из серије „Траг” која се емитује на РТС.
Емисија „Живот и стандарди“, која се емитује на РТС2 сваког другог уторка, упознаје нађе са актуелностима и приликама у којима живи српско становништво на Косову и Метохији. За разлику од свакодневних сувих и кратких информација са тог подручја, он у маниру документарног извештавања покушава да продре у живот и скрене пажњу на свакодневне проблеме обичних људи у том делу земље.
На скупштини Демократске странке, одржаној почетком јула 2021. године, изабрана је за потпредседника странке.
Народна је посланица у скупштинском сазиву од 2022. године.
Живи у Београду.

## Награде
Добитник је ГОДИШЊЕ МЕДИЈСКЕ НАГРАДА ЗА ТОЛЕРАНЦИЈУ, коју додељују Повереник за заштиту равноправности и ОЕБС поводом Међународног дана толеранције на „Првом регионалном форуму тела за равноправност у југоисточној Европи“.

## Приватан живот
Мајка је Тијане и Матија, бака Теина и Тарина.